# Roberto Molina Carrasco
Roberto Molina Carrasco (Arrecife, 5 de junio de 1960) es un deportista español que compitió en vela en la clase 470.
Participó en los Juegos Olímpicos de Los Ángeles 1984, obteniendo una medalla de oro en la clase 470 (junto con Luis Doreste Blanco). Ganó dos medallas en el Campeonato Europeo de 470, oro en 1985 y bronce en 1987.
En 1994 fue condecorado con la Medalla de Oro de la Real Orden del Mérito Deportivo.

## Palmarés internacional
| \| Juegos Olímpicos \| Juegos Olímpicos \| Juegos Olímpicos \| Juegos Olímpicos \| \| Año \| Lugar \| Medalla \| Clase \| \| ------------------ \| ---------------------------- \| ----------------- \| ---------------- \| \| 1984 \| Los Ángeles (Estados Unidos) \| Medalla de oro \| 470 \| \| Campeonato Europeo \| \| \| \| \| Año \| Lugar \| Medalla \| Clase \| \| 1985 \| Koper (Yugoslavia) \| Medalla de oro \| 470 \| \| 1987 \| Lysekil (Suecia) \| Medalla de bronce \| 470 \| |                              |                   |       |
| Juegos Olímpicos |                              |                   |       |
| Año | Lugar                        | Medalla           | Clase |
| 1984 | Los Ángeles (Estados Unidos) | Medalla de oro    | 470   |
| Campeonato Europeo |                              |                   |       |
| Año | Lugar                        | Medalla           | Clase |
| 1985 | Koper (Yugoslavia)           | Medalla de oro    | 470   |
| 1987 | Lysekil (Suecia)             | Medalla de bronce | 470   |